# Dichorda iris
Dichorda iris är en fjärilsart som beskrevs av Butler 1881. Dichorda iris ingår i släktet Dichorda och familjen mätare. Inga underarter finns listade i Catalogue of Life.